# Liste des épisodes de Candice Renoir

Cet article présente la liste des épisodes de la série télévisée française Candice Renoir.

## Panorama des saisons
| Saison     | Nombre d'épisodes | Horaire          | Diffusion en France | Diffusion en France | Audience (en millions) | Audience (en millions) | Audience (en millions) |
| Saison     | Nombre d'épisodes | Horaire          | Début de saison     | Fin de saison       | Première               | Finale                 | Moyenne                |
| ---------- | ----------------- | ---------------- | ------------------- | ------------------- | ---------------------- | ---------------------- | ---------------------- |
| 1          | 8                 | Vendredi 20 h 55 | 19 avril 2013       | 10 mai 2013         | 4,08                   | 3,50                   | 3,81                   |
| 2          | 10                | Vendredi 20 h 55 | 18 avril 2014       | 16 mai 2014         | 4,32                   | 4,97                   | 4,58                   |
| 3          | 10                | Vendredi 20 h 55 | 15 mai 2015         | 19 juin 2015        | 4,54                   | 4,25                   | 4,42                   |
| 4          | 10                | Vendredi 20 h 55 | 6 mai 2016          | 3 juin 2016         | 4,70                   | 5,03                   | 4,66                   |
| 5          | 10                | Vendredi 20 h 55 | 28 avril 2017       | 26 mai 2017         | 4,00                   | 4,01                   | 4,60                   |
| 6          | 10                | Vendredi 20 h 55 | 27 avril 2018       | 25 mai 2018         | 4,60                   | 4,62                   | 4,70                   |
| 7          | 10                | Vendredi 20 h 55 | 19 avril 2019       | 17 mai 2019         | 4,54                   | 4,19                   | 4,35                   |
| 8          | 10                | Vendredi 20 h 55 | 17 avril 2020       | 2 octobre 2020      | 6,47                   | 4,84                   | 5,35                   |
| 9          | 10                | Vendredi 20 h 55 | 27 août 2021        | 21 Janvier 2022     | 5,46                   | 5,14                   | 5,03                   |
| 10         | 6                 | Vendredi 20 h 55 | 20 mai 2022         | 10 juin 2022        |                        |                        |                        |
| Téléfilm 1 | 1                 | Vendredi 21 h 10 | 30 décembre 2022    | 30 décembre 2022    | 5,5                    | 5,5                    | 5,5                    |
| Téléfilm 2 | 1                 |                  | 30.10.2023          | 30.10.2023          |                        |                        |                        |
|            |                   |                  |                     |                     |                        |                        |                        |

## Liste des épisodes

### Première saison (2013)
1. Il faut se méfier de l'eau qui dort
2. Plus on est de fous, plus on rit
3. Pourvu qu'on ait l'ivresse
4. À tout seigneur, tout honneur
5. Tel est pris qui croyait prendre
6. Est assez riche qui ne doit rien
7. Malheur à celui par qui le scandale arrive
8. La fin justifie les moyens

### Deuxième saison (2014)
1. La vérité sort de la bouche des enfants
2. Qui trop embrasse, mal étreint
3. Le cœur a ses raisons
4. Bien mal acquis ne profite jamais
5. L'homme est un loup pour l'homme
6. L'habit ne fait pas le moine
7. La plus belle fille ne peut donner que ce qu'elle a
8. La rose est amie de l'épine
9. Le silence est d'or
10. Qui ne dit mot consent

### Troisième saison (2015)
1. Mieux vaut l'abondance que le besoin
2. Qui aime bien, châtie bien
3. Qui se repent, se punit soi même
4. Les absents ont toujours tort
5. Si ce n'est toi c'est donc ton frère
6. Il faut laver son linge sale en famille
7. Charité bien ordonnée commence par soi même
8. La colère est aveugle
9. Tout homme ressemble à sa douleur
10. Les apparences sont souvent trompeuses

### Quatrième saison (2016)
Le tournage de la quatrième saison a commencé le 19 mai 2015. Les épisodes sont diffusés du 23 avril au 28 mai 2016 sur La Une, puis du 6 mai au 3 juin 2016, sur France 2.
1. Il n'est pas de trahison qu'on ne pardonne
2. Le doute est un hommage que l'on rend à la vérité
3. Notre pire ennemi est dans notre cœur
4. Mieux vaut prévenir que guérir
5. Loin des yeux, loin du cœur
6. Telle mère, telle fille
7. Toute vérité n'est pas bonne à dire
8. Pas de fumée sans feu
9. C'est dans le malheur qu'on reconnaît ses amis
10. Œil pour œil et le monde deviendra aveugle

### Cinquième saison (2017)
Les épisodes de la 5e saison sont diffusés sur France 2 du 28 avril 2017 au 26 mai 2017.
1. Faute avouée à demi pardonnée
2. Qui se ressemble s'assemble
3. Il faut que jeunesse se passe
4. L'argent n'a pas d'odeur
5. Aux grands maux, les grands remèdes
6. Mieux vaut tard que jamais
7. La curiosité est un vilain défaut
8. La nuit, tous les chats sont gris
9. Ce que femme veut… - 1re partie
10. Ce que femme veut… - 2e partie

### Sixième saison (2018)
Les épisodes de la 6e saison sont diffusés sur France 2 du 27 avril 2018 au 25 mai 2018. Ils sont également diffusés chaque mardi à partir du 10 avril 2018 sur RTS Un.
1. Il faut souffrir pour être beau
2. La vengeance est un plat qui se mange froid
3. Rira bien qui rira le dernier
4. À beau mentir qui vient de loin
5. Le chien est le meilleur ami de l'homme
6. C'est la goutte d'eau qui fait déborder le vase
7. L'enfer est pavé de bonnes intentions
8. À la guerre comme à la guerre
9. L'union fait la force - 1re partie
10. L'union fait la force - 2e partie

### Septième saison (2019)
1. Une femme avertie en vaut deux
2. L'espoir fait vivre
3. L'erreur est humaine
4. On ne prête qu'aux riches
5. Prudence est mère de sûreté
6. Chassez le naturel, il revient au galop
7. Souvent femme varie...
8. Jeu de main, jeu de vilain
9. Bon sang ne saurait mentir
10. Les grands esprits se rencontrent

### Huitième saison (2020)
1. Comme chien et chat
2. Souvent le feu éteint dort sous la cendre
3. Abondance de biens ne nuit pas
4. Ce qui ne tue pas rend plus fort
5. Tout vient à point à qui sait attendre
6. Fais ce que dois, advienne que pourra
7. Il n’y a pas de grenouille qui ne trouve son crapaud - 1re partie
8. Il n’y a pas de grenouille qui ne trouve son crapaud - 2e partie
9. Qui sème l’injustice moissonne le malheur
10. Comme on fait son lit on se couche

### Neuvième saison (2021)
Les épisodes de la Saison 9 sont diffusés sur La Une à partir du 27 mai 2021 et sur RTS Un à partir du 3 août 2021. En France, la diffusion a commencé le 27 août 2021 sur France 2. Au Canada, la diffusion s'est déroulée du 19 juillet au 13 août 2021 sur Radio-Canada.
1. Petite négligence accouche d'un grand mal
2. Rien ne sert de courir
3. Nécessité fait loi
4. Qui sème le vent récolte la tempête
5. Souvent l'un voit son bien où l'autre voit son mal
6. La beauté ne se voit qu'avec les yeux de l'âme
7. Qui va à la chasse perd sa place - 1re partie
8. Qui va à la chasse perd sa place - 2e partie
9. Qui vit dans la haine ne connaît point le repos
10. Mieux vaut faire envie que pitié

### Dixième saison (2022)
Les épisodes de la Saison 10 sont diffusés sur La Une à partir du 10 avril 2022 pour la Belgique, et à partir du 20 mai 2022 sur France 2 pour la France.
1. Un seul être vous manque et tout est dépeuplé
2. Le mal porte le repentir en croupe
3. Le mensonge cherche toujours à imiter la vérité
4. Tout ce qui brille n'est pas d'or
5. On ne tue pas par amour
6. Pour vanter un beau jour, attends sa fin

### Téléfilms
1. Chacun dirige l'eau vers son moulin, tournage en mai-juin 2022 en Corse, diffusé le 22 novembre 2022 en Belgique sur La Une et le 30 décembre 2022 en France sur France 2
2. Des bonbons ou la vie, en tournage du 8 juin au 5 juillet 2023 à Sète et en Occitanie, diffusé le 22 octobre 2023 en Belgique sur La Une et le 1er novembre 2023 en France sur France 2
3. Ailleurs l’herbe est plus verte, en tournage du 10 septembre au 5 octobre 2024 à Sète et Cournonterral, diffusé le 16 février 2025 en Belgique sur La Une